# Cardiophorus albofasciatus
Cardiophorus albofasciatus là một loài bọ cánh cứng trong họ Elateridae. Loài này được Schwarz miêu tả khoa học năm 1893.